# Geonemertes rodericana
Geonemertes rodericana је животињска врста класе Enopla која припада реду Hoplonemertea.

## Угроженост
Подаци о распрострањености ове врсте су недовољни.

## Распрострањење
Ареал врсте је ограничен на једну државу. 
Маурицијус је једино познато природно станиште врсте.